# 69e méridien ouest
En géographie, le 69e méridien ouest est le méridien joignant les points de la surface de la Terre dont la longitude est égale à 69° ouest.

## Géographie

### Dimensions
Comme tous les autres méridiens, la longueur du 69e méridien correspond à une demi-circonférence terrestre, soit 20 003,932 km. Au niveau de l'équateur, il est distant du méridien de Greenwich de 7 681 km,.
Avec le 111e méridien est, il forme un grand cercle passant par les pôles géographiques terrestres.

### Régions traversées
En commençant par le pôle Nord et descendant vers le sud au pôle Sud, Le 69e méridien ouest passe par:
| Coordonnées          | Pays, territoire ou mer | Notes                                                                                         |
| -------------------- | ----------------------- | --------------------------------------------------------------------------------------------- |
| 90° 00′ N, 69° 00′ O | Océan Arctique          |                                                                                               |
| 83° 06′ N, 69° 00′ O | Mer de Lincoln          |                                                                                               |
| 82° 59′ N, 69° 00′ O | Canada                  | Nunavut, Île d'Ellesmere                                                                      |
| 80° 34′ N, 69° 00′ O | Détroit de Nares        |                                                                                               |
| 78° 58′ N, 69° 00′ O | Groenland               | Terre d'Inglefield                                                                            |
| 76° 16′ N, 69° 00′ O | Baie de Baffin          |                                                                                               |
| 70° 42′ N, 69° 00′ O | Canada                  | Nunavut — Île de Baffin                                                                       |
| 62° 23′ N, 69° 00′ O | Détroit d'Hudson        |                                                                                               |
| 60° 45′ N, 69° 00′ O | Baie d'Ungava           |                                                                                               |
| 59° 01′ N, 69° 00′ O | Canada                  | Nunavut — Île Tiercel                                                                         |
| 58° 58′ N, 69° 00′ O | Baie d'Ungava           |                                                                                               |
| 58° 54′ N, 69° 00′ O | Canada                  | Québec                                                                                        |
| 48° 47′ N, 69° 00′ O | Fleuve Saint-Laurent    |                                                                                               |
| 48° 16′ N, 69° 00′ O | Canada                  | Québec New Brunswick — à partir de 47° 18′ N, 69° 00′ O                                       |
| 47° 14′ N, 69° 00′ O | États-Unis              | Maine                                                                                         |
| 44° 18′ N, 69° 00′ O | Océan Atlantique        |                                                                                               |
| 19° 01′ N, 69° 00′ O | République dominicaine  | Îles de Hispaniola et Catalina                                                                |
| 18° 20′ N, 69° 00′ O | Mer des Caraïbes        |                                                                                               |
| 12° 13′ N, 69° 00′ O | Curaçao                 |                                                                                               |
| 12° 08′ N, 69° 00′ O | Mer des Caraïbes        |                                                                                               |
| 11° 26′ N, 69° 00′ O | Venezuela               |                                                                                               |
| 6° 12′ N, 69° 00′ O  | Colombie                |                                                                                               |
| 1° 43′ N, 69° 00′ O  | Brésil                  | Amazonie Acre — à partir de 8° 52′ S, 69° 00′ O                                               |
| 10° 59′ S, 69° 00′ O | Bolivie                 |                                                                                               |
| 11° 52′ S, 69° 00′ O | Pérou                   |                                                                                               |
| 13° 36′ S, 69° 00′ O | Bolivie                 | Sur environ 17 km                                                                             |
| 13° 45′ S, 69° 00′ O | Pérou                   |                                                                                               |
| 14° 24′ S, 69° 00′ O | Bolivie                 | Passe par le Lac Titicaca                                                                     |
| 16° 12′ S, 69° 00′ O | Pérou                   | Passe par le Lac Titicaca                                                                     |
| 16° 28′ S, 69° 00′ O | Bolivie                 | Passe par le Lac Titicaca                                                                     |
| 18° 38′ S, 69° 00′ O | Chili                   |                                                                                               |
| 27° 34′ S, 69° 00′ O | Argentine               |                                                                                               |
| 50° 28′ S, 69° 00′ O | Océan Atlantique        |                                                                                               |
| 51° 27′ S, 69° 00′ O | Argentine               |                                                                                               |
| 52° 12′ S, 69° 00′ O | Chili                   | Sur environ 9 km                                                                              |
| 52° 17′ S, 69° 00′ O | Détroit de Magellan     |                                                                                               |
| 52° 39′ S, 69° 00′ O | Chili                   | Grande île de la Terre de Feu et Île Hoste                                                    |
| 55° 20′ S, 69° 00′ O | Océan Pacifique         |                                                                                               |
| 60° 00′ S, 69° 00′ O | Océan Austral           |                                                                                               |
| 67° 23′ S, 69° 00′ O | Antarctique             | Île Adélaïde — Liste des territoires revendiqués par l' Argentine, le Chili et le Royaume-Uni |
| 67° 43′ S, 69° 00′ O | Océan Austral           | Baie Marguerite                                                                               |
| 69° 57′ S, 69° 00′ O | Antarctique             | Liste des territoires revendiqués par l' Argentine, le Chili et le Royaume-Uni                |